# Hirjú
Hirjú (japonsky: 飛龍, Létající drak) byla druhou letadlovou lodí třídy Sórjú Japonského císařského námořnictva, která se účastnila první fáze války v Pacifiku.
Hirjú byla jednou z šesti japonských letadlových lodí, které dopravily japonské letouny k útoku na Pearl Harbor. Mezi 21. a 23. prosincem 1941 její letouny bombardovaly ostrov Wake. V lednu 1942 Hirjú podporovala japonskou invazi na Moluky, které byly součástí Nizozemské východní Indie. Dne 19. ledna 1942 letouny ze Sórjú a Hirjú napadly australský přístav Darwin. V březnu roku 1942 loď podporovala invazi na Jávu a operovala proti lodím snažícím se opustit Jávské moře. V dubnu 1942 se podílela na výpadu japonského loďstva do Indického oceánu.
Během bitvy u Midway loď zůstala jedinou Nagumovou provozuschopnou letadlovou lodí po americkém úderu v 10:20 až 10:30 dopoledne 4. června. Hirjú poté vyslala celkem dvě vlny letadel, které těžce poškodily USS Yorktown. Odpoledne loď těžce poškodily americké palubní střemhlavé bombardéry Douglas SBD Dauntless vedené Richardem Bestem a musel ji potopit torpédoborec Makigumo.

## Stavba a provedení
Japonsko 25. května 1933 oznámilo, že se již necítí být vázáno limity washingtonské a londýnské námořní konference, která omezovaly výtlak i výzbroj válečných lodí. Stavba Sórjú a Hirjú byla zadána v rámci programu z roku 1934 a obě nové letadlové lodě povolený výtlak překročily.
Hirjú byla o něco větší než její sesterská loď Sórjú. Lišila se i tím, že měla velitelský ostrov na levé straně, zatímco u Sórjú byl na pravé (jedinou další postavenou lodí, která měla ostrov na levoboku byla Akagi). Můstek byl také posunut více dozadu, takže se nacházel uprostřed délky plavidla. Dva komíny byly vyvedeny do boků na pravoboku.

## Označování letounů palubní skupiny Hirjú
Letouny palubní skupiny Hirjú (飛龍飛行機隊 Hirjú hikókitai) byly na kýlovce označovány kódem dle následujícího schématu: [kód Hirjú]-[taktické číslo]. Identifikační kód Hirjú v roce 1941 byla kombinace písmena a římské číslice BII. Prvkem rychlé identifikace byly dva modré pruhy na trupu letounu.
Těsně před bitvou u Midway se Hirjú stala vlajkovou lodí 2. kókú sentai (第二航空戦隊 ~ divize letadlových lodí) místo Sórjú. S tím souvisela změna značení palubních letadel. Identifikačním kód byl změněn na BI a prvkem rychlé identifikace byl jeden modrý pruh na trupu letounu. Není ale jasné, zda byla tato změna aplikována na všechny palubní letouny a jaké přesně označení (zda staré či nové) letouny z obou sesterských lodí během své poslední bitvy nesly. Nejsou známé žádné fotografie, které by zachycovaly značení strojů z těchto letadlových lodí a zároveň byla identifikována příslušnost letounu k jedné nebo druhé lodi. Parshall & Tully se domnívají, že ke změně došlo.

## Služba

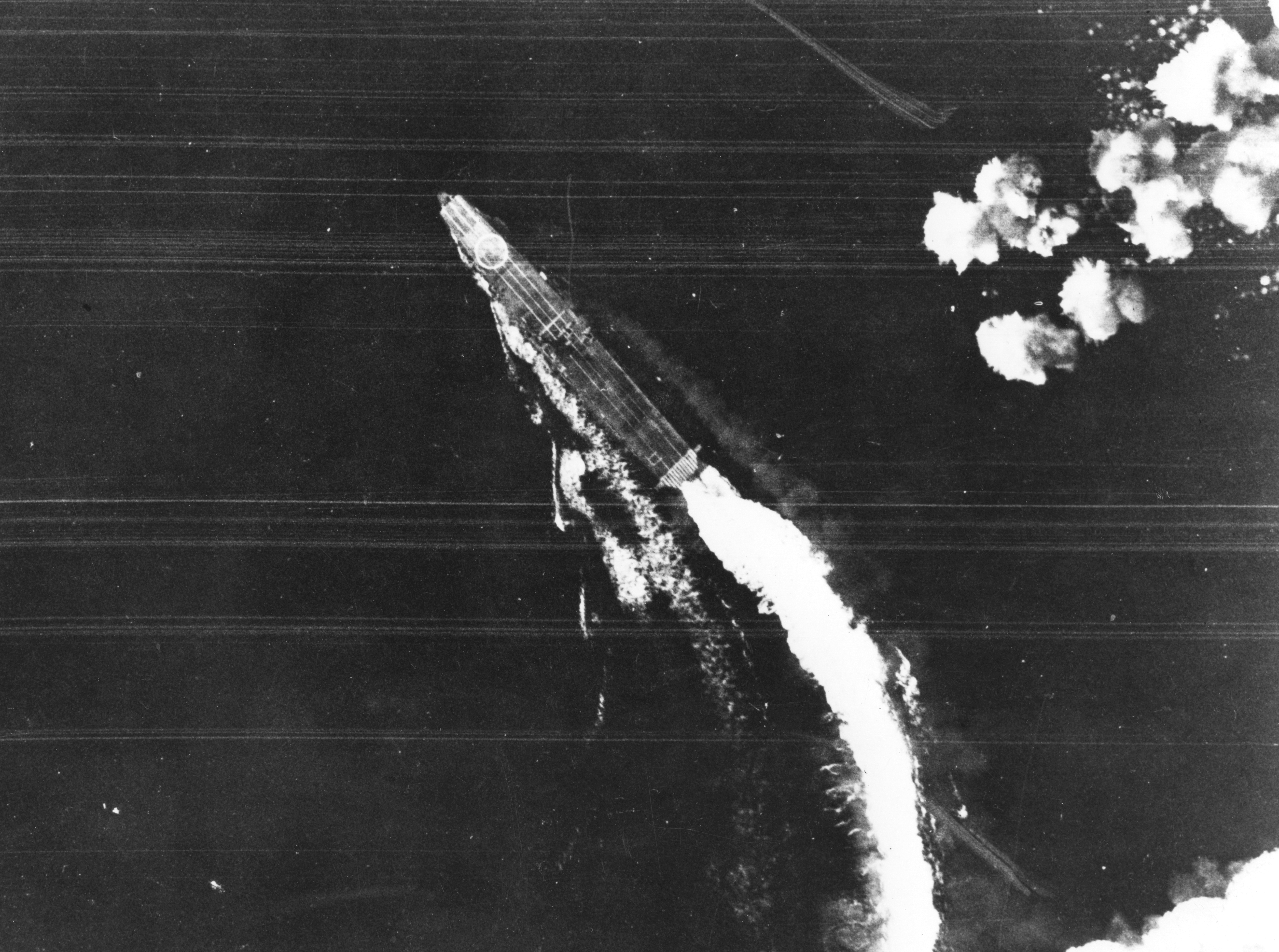
Hirjú během útoku amerických B-17E mezi 8:00 a 8:30 dne 4. června 1942 v bitvě u Midway. Na úrovni můstku je vidět šótai tří A6M2 tai'i Šigeru Mori připravená ke startu na čtvrtou hlídku v 8:25. To znamená, že fotografie musela být pořízena mezi 8:00 a 8:25. Všechny tři kansen byly vyzvednuty předním výtahem a pouze odtaženy kousek dozadu. Polovina délky paluby jim ke startu stačí a času není nazbyt. Bílé vodící čáry namalované na palubě jsou namalovány i přes hinomaru na přídi. Na zádi se nachází identifikační symbol Hirjú – katakanou psaný znak ヒ (hi).

Dne 25. září 1942 byla Hirjú vyškrtnuta ze seznamu lodí japonského císařského námořnictva.